# Première Nation chipewyanne d'Athabasca
Pour les articles homonymes, voir Athabasca.
La Première Nation chipewyanne d'Athabasca est une bande indienne de la Première Nation des Tchipewyans en Alberta au Canada. Elle possède huit réserves et est basée à Fort Chipewyan. En 2016, elle a une population inscrite totale de 1 190 membres. Elle fait partie du conseil tribal d'Athabasca Tribal Council Limited et est signataire du Traité 8.

## Démographie
Les membres de la Première Nation chipewyanne d'Athabasca sont des Tchipewyans. En avril 2016, la bande avait une population inscrite totale de 1 190 membres dont 79,2 % vivaient hors réserve.

## Géographie
La Première Nation chipewyanne d'Athabasca possède huit réserves couvrant une superficie totale de 347,67 km2, toutes situées en Alberta, dont la plus populeuse et la plus grande en superficie est Chipewyan 201 (en),. La bande est basée à Fort Chipewyan. La ville importante située la plus près de la bande est Fort McMurray.
| Nom                | Superficie (ha) |
| ------------------ | --------------- |
| Chipewyan 201 (en) | 200 072,40      |
| Chipewyan 201A     | 9 515,60        |
| Chipewyan 201B     | 19,40           |
| Chipewyan 201C     | 18,20           |
| Chipewyan 201D     | 4,30            |
| Chipewyan 201E     | 4 165,50        |
| Chipewyan 201F     | 66,40           |
| Chipewyan 201G     | 905,30          |

## Gouvernement
La Première Nation chipewyanne d'Athabasca est gouvernée par un conseil de bande élu selon un système électoral selon la coutume basé sur la section 10 de la Loi sur les Indiens. Pour le mandat de 2015 à 2019, ce conseil est composé du chef Allan Adam et de quatre conseillers. La bande fait partie du conseil tribal d'Athabasca Tribal Council Limited.

## Histoire

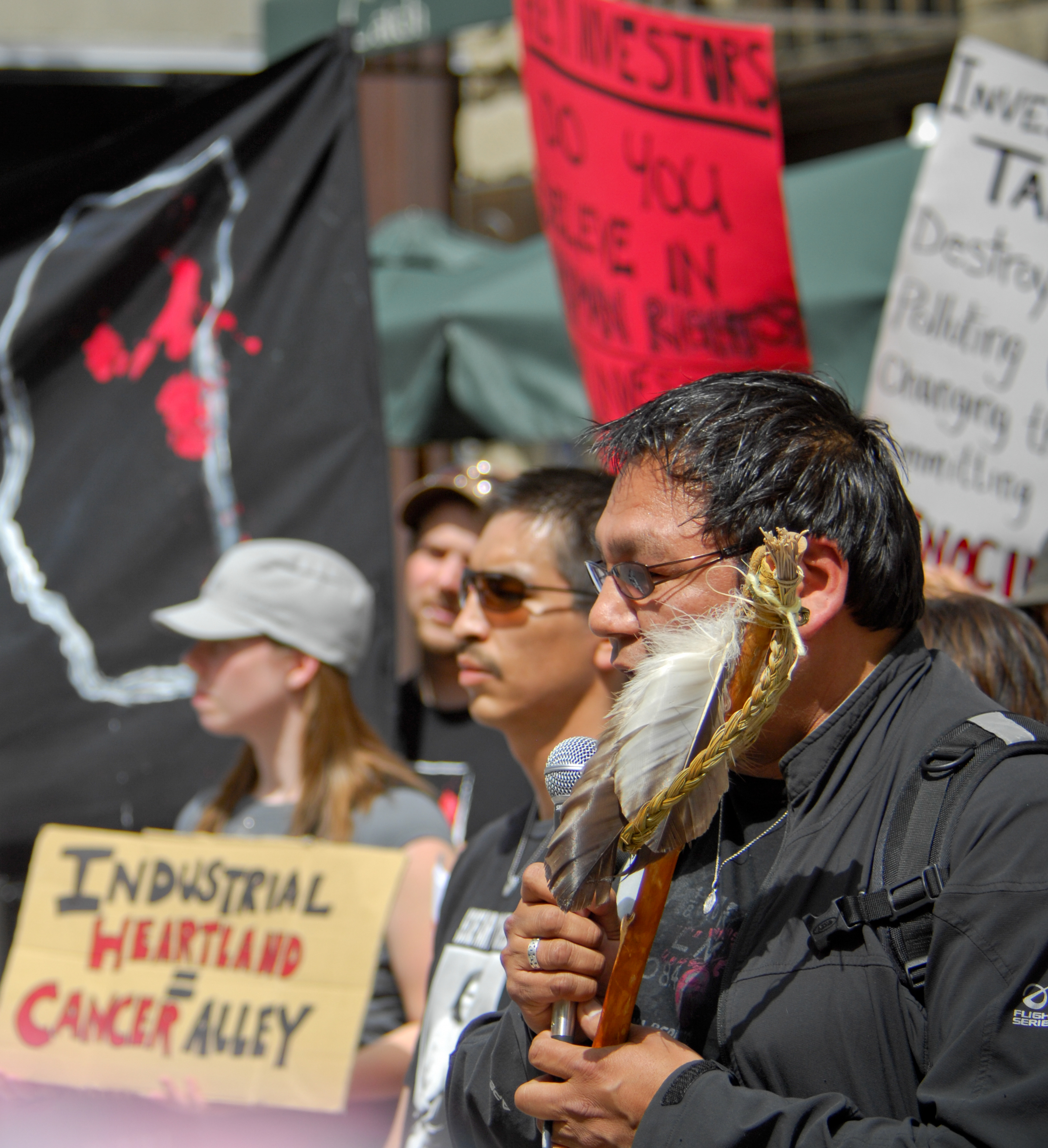
Manifestation coorganisée par la Première Nation chipewyanne d'Athabasca en juin 2008.

En 2007, la Première Nation chipewyanne d'Athabasca a entamé une contestation judiciaire contre un bail pour les sables bitumineux à Shell Canada par le gouvernement provincial auquel, selon la bande, elle n'a pas eu l'opportunité de s'y opposer. La bande a perdu sa poursuite en 2011, mais a planifié de porter l'affaire en appel devant la Cour suprême du Canada.